# Le dodici sedie
Le dodici sedie (in russo  Двенадцать стульев, Dvenadcat' stul'ev) è un romanzo scritto e pubblicato nel 1928 da Il'ja Arnol'dovič Il'f e Evgenij Petrovič Petrov. Si tratta del primo dei libri scritti dai due autori.

## Trama

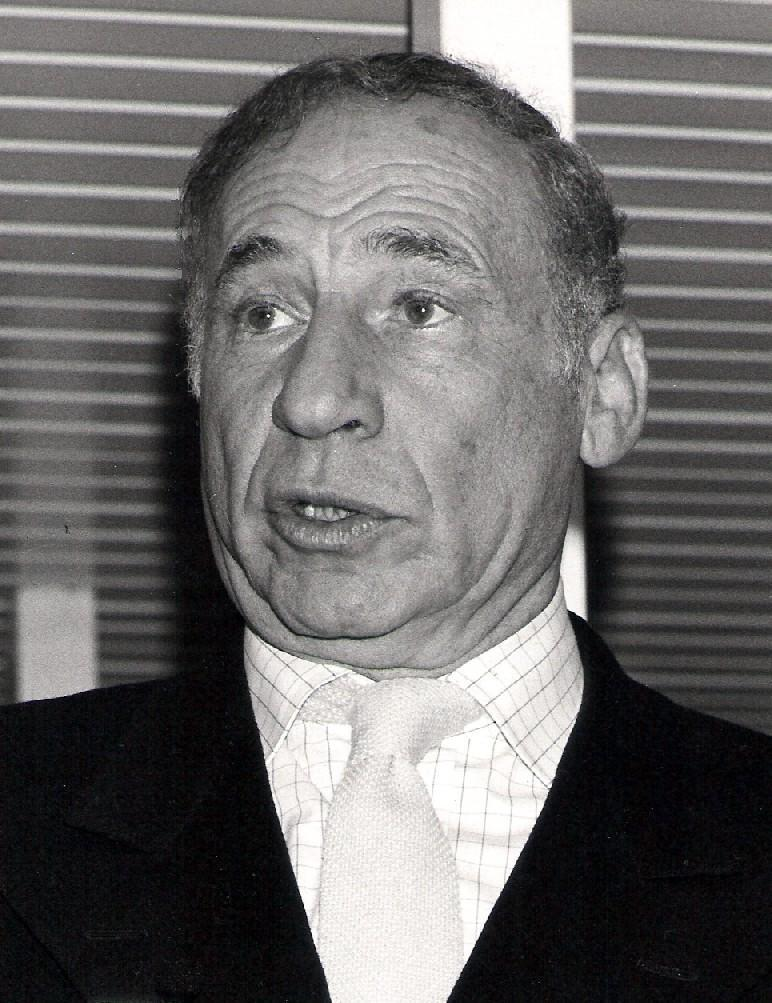
Mel Brooks, regista de Il mistero delle dodici sedie

Il romanzo, che si svolge nel 1927, si compone di tre parti.
Nella prima, intitolata “Il leone di Stargorod”, Ippolit Matveevič Vorob’janinov, modesto impiegato all’anagrafe di una piccola città di provincia, apprende dalla suocera morente dei diamanti nascosti in una delle 12 sedie della loro villa nobiliare, espropriata durante la rivoluzione. La caccia al tesoro conduce Ippolit Matveevič a Stargorod, dove incontra Ostap Bender, sagace truffatore e vero protagonista del romanzo, che prende in mano le redini della missione. Anche il loro concorrente, il sacerdote della chiesa di Frol e Lavr, padre Fëdor Vostrikov, che ha saputo dei gioielli durante la confessione di madame Petuchova, è sulle tracce della preziosa sedia. A Stargorod vengono ispezionate due sedie ma il tesoro non c’è.
Nella seconda parte, “A Mosca”, Bender e Vorob’janinov si trasferiscono nella capitale per appropriarsi delle 10 sedie proprietà del museo del mobile. Durante l’asta dove saranno battute, però, si scopre che Ippolit Matveevič ha speso la sua parte dei soldi destinati all’acquisto, che sfuma. Le sedie sono vendute singolarmente e si sparpagliano.
Nella terza parte, “Il tesoro di madame Petuchova”, Bender e Vorob’janinov partono su un piroscafo in viaggio lungo il Volga con il teatro Colombo, proprietario di 4 sedie. L’inseguimento del tesoro è sempre più complicato da mille disavventure. Nel frattempo, padre Fëdor si sta muovendo in realtà su una falsa pista. Recupera in effetti 12 sedie, ma non sono quelle di madame Petuchova bensì quelle della generalessa Popova. Dopo averle fatte a pezzi e non aver trovato nulla, per la delusione il sacerdote impazzisce.
In autunno, Bender e Vorob’janinov tornano a Mosca per rintracciare l’ultima sedia - dove ormai certamente si celano i gioielli -, scomparsa nello scalo merci di una stazione ferroviaria. Ostap riesce alla fine a scoprirla nel nuovo circolo dei ferrovieri e organizza per la mattina successiva la perquisizione che li renderà ricchi. Ma durante la notte Ippolit Matveevič, che in quei mesi ha sviluppato un odio feroce per il suo socio, gli taglia la gola nel sonno. Al circolo, però, viene a sapere che i gioielli della suocera sono stati trovati pochi mesi prima per caso da un guardiano e si sono trasformati nel magnifico centro ricreativo dei ferrovieri. “Il tesoro aveva resistito, era stato preservato e si era perfino accresciuto. Lo si poteva toccare, ma non lo si poteva portare via.”
Ostap Bender risorgerà nella seconda parte delle avventure, narrate nel romanzo Il vitello d'oro (Zolotoj telenok, 1931).

## Trasposizioni cinematografiche
- Una su 13, regia di Nicolas Gessner e Luciano Lucignani, con Vittorio Gassman, Sharon Tate, Orson Welles e Vittorio De Sica (1969)
- Il mistero delle dodici sedie, regia di Mel Brooks, con Ron Moody, Dom DeLuise, Frank Langella e Mel Brooks (1970)
- Le 12 sedie, regia di Mark Zacharov, con Andrej Aleksandrovič Mironov e Anatolij Dmitrievič Papanov (1976)
- Las doce sillas, regia di Tomàs Gutiérrez Alea, con Enrique Santiesteban e Reynaldo Miravalles (1962)
- La sedia della felicità, ultimo film di Carlo Mazzacurati (2014)

## Edizioni
- Il'ja Arnol'dovič Il'f, Evgenij Petrovič Petrov, Le dodici sedie, Rizzoli Editore (BUR) 1993, ISBN 88-17-16938-2
- Il'ja Il'f e Evgenij Petrov, Le dodici sedie, 2023, ISBN 979-8376752333